# Acalypha peruviens
Acalypha peruviens é uma espécie de flor do gênero Acalypha, pertencente à família Euphorbiaceae.